# Attheyella carolinensis
Attheyella carolinensis är en kräftdjursart som beskrevs av Claude Chappuis 1932. Attheyella carolinensis ingår i släktet Attheyella och familjen Canthocamptidae. Inga underarter finns listade i Catalogue of Life.